# Nancheng (socken i Kina, Shandong, lat 34,80, long 116,07)
Nancheng (kinesiska: 南城, 南城街道) är en socken i Kina. Den ligger i provinsen Shandong, i den östra delen av landet, omkring 220 kilometer söder om provinshuvudstaden Jinan.
Genomsnittlig årsnederbörd är 796 millimeter. Den regnigaste månaden är juli, med i genomsnitt 190 mm nederbörd, och den torraste är januari, med 7 mm nederbörd.